# 르장드르 상수

르장드르 상수(영어: Legendre constant) {\displaystyle A(x)\approx 1.08366}는 르장드르의 소수정리에서의 작용 값이다.
일반적인 소수 정리에서 두 함수 {\displaystyle \pi (x)}와 {\displaystyle {x \over {\ln x}}}의 비에서 {\displaystyle x}가 무한히 커질수록 {\displaystyle 1} 에 수렴한다는 것을 예약하면,
{\displaystyle \lim _{x\to \infty }{{\pi (x)\ln x} \over {x}}=1}
르장드르의 소수정리는 다음과 같이 표현된다.
{\displaystyle \pi (x)={{x} \over {\ln x-A(x)}}}
{\displaystyle \lim _{x\to \infty }A(x)\approx 1.08366}

## 같이 보기
- 소수 계량 함수
- 수학 상수